# Ostiense

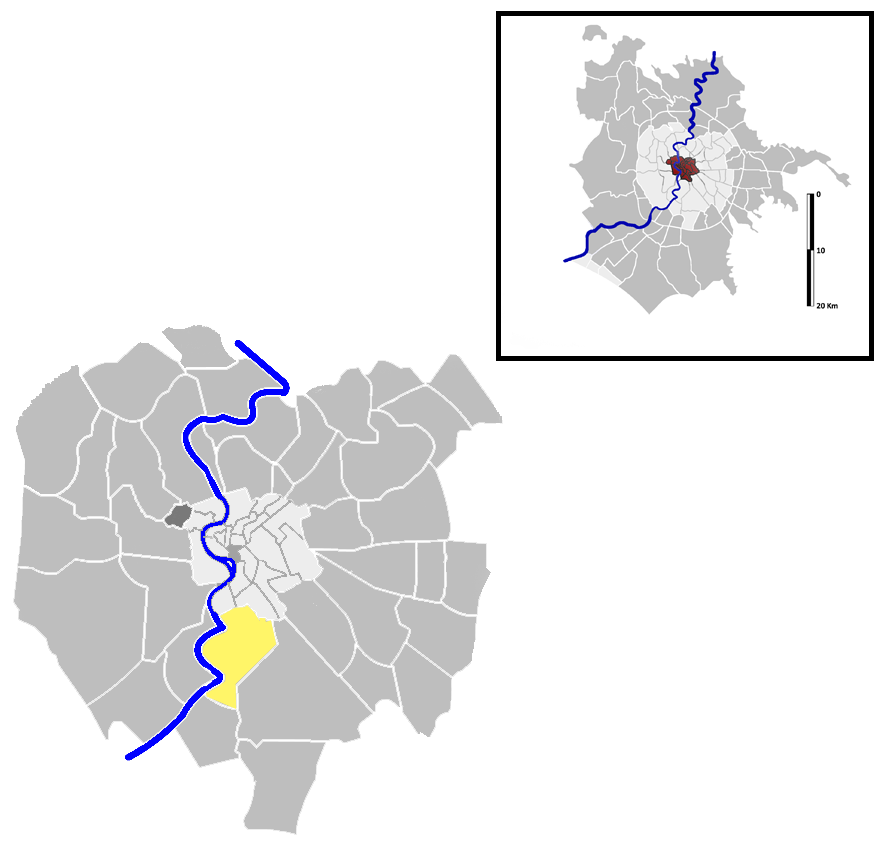
Localisation d'Ostiense sur la carte administrative de Rome.

Ostiense est une des subdivisions administratives de Rome située au sud de Rome en Italie. 10e arrondissement de Rome, elle est désignée dans la nomenclature administrative par Q.X et fait partie du Municipio I, VIII, IX. Sa population est de 67 587 habitants répartis sur une superficie de 7,123 1 km2.
Le toponyme désigne également une « zone urbanistique » désignée par le code 11A du Municipalité de Rome VIII de Rome Capitale qui compte en 2010, 8 266 habitants. Jusqu'en 1930 il y avait aussi un faubourg du même nom indiqué par SO.
Le toponyme vient du nom d'origine de la Porta San Paolo, une porte dans les murs de la ville de Rome, Porta Ostiensis, car elle était située au début de la via Ostiensis. Cette porte abrite aujourd'hui le musée de la Via Ostiensis.

## Histoire

### Origines

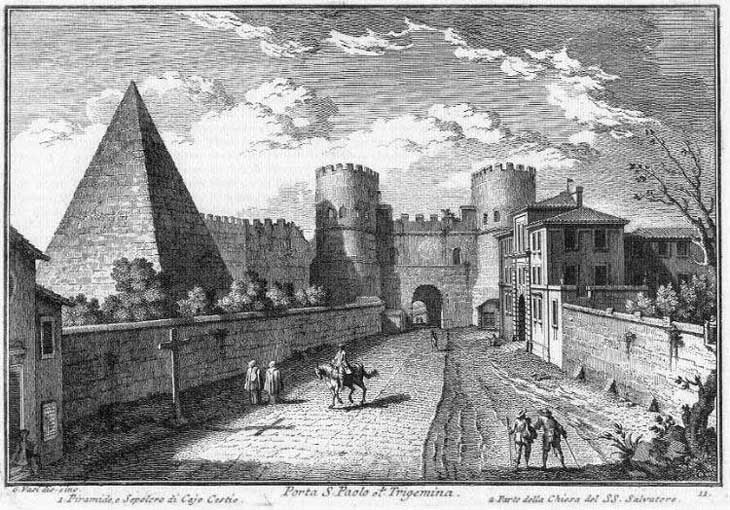
Giuseppe Vasi, gravure du XVIIIe siècle de la Porta Ostiensis (maintenant appelée Porta San Paolo) dans les murs originaux de la ville de Rome, avec la pyramide de Cestius à gauche.

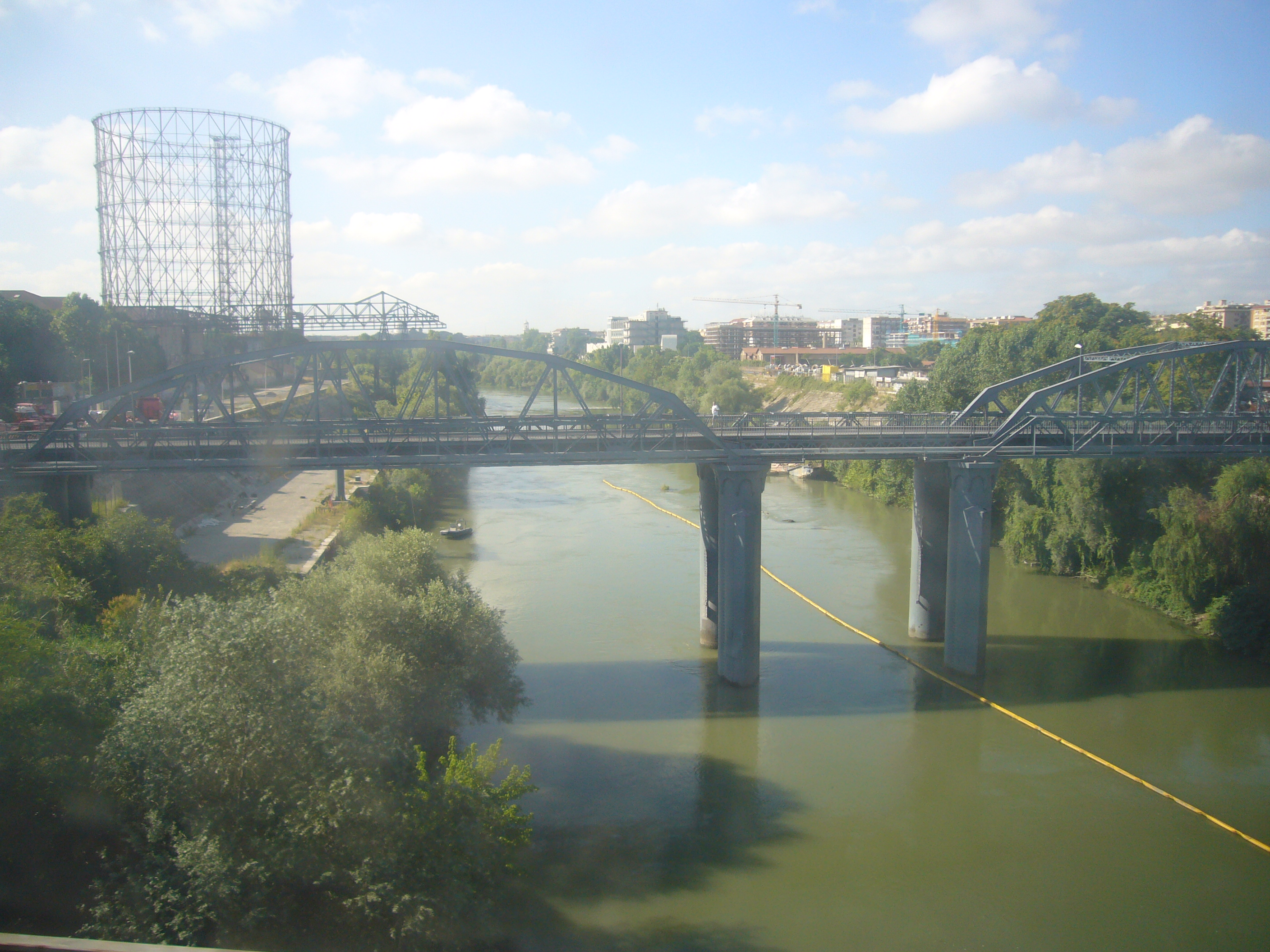
Pont de l'Industrie avec en arrière-plan, le gazomètre, deux constructions d'avant-guerre (époque royale et industrielle).

Étymologiquement, son nom dérive du terme latin « hostia », c'est-à-dire « victime ». La zone du quartier Ostiense est née à proximité du centre historique de Rome, plus précisément de l'ancien Mur d'Aurélien, en tant qu'accès militaire romain aux eaux de la mer Tyrrhénienne. Ostiense, cependant, tire son nom de l'ancienne Porta Ostiensis (qui tomba rapidement en désuétude au profit d'autres anciennes portes romaines), à partir de laquelle s'étend la via Ostiensis, reliant la colline de l'Aventin de la ville de Rome, à la côte d'Ostie, qui doit avoir été le premier véritable succès militaire de la Rome antique. Aujourd'hui, ce monument s'appelle Porta San Paolo en raison de l'immense basilique papale voisine de Saint Paul Hors les Murs, deuxième en taille après la basilique Saint-Pierre. Autour d'elle, pendant le processus de christianisation médiévale, une colonie fortifiée a commencé à se former à la fin du IXe siècle : le village prend le nom de Giovannipoli du nom de Jean VIII qui l'édifie à des fins défensives après un raid des Sarrasins. Les personnages de Pierre, Paul de Tarse et Jean sont la référence dans la religion chrétienne en tant qu'apôtres missionnaires de l'Évangile, qui vécurent au temps de Jésus-Christ en Galilée, et débarquèrent dans l'ancien monde gréco-romain comme prédicateurs.

### Époque moderne
À la suite de la proclamation du royaume d'Italie, le pont de l'Industrie (Ponte dell'Industria) est construit au début des années 60 du XIXe siècle, reliant les régions d'Ostiense et de Portuense, séparées par le Tibre. Le pont San Paolo, utilisé d'abord pour la mobilité ferroviaire, est remplacé par un pont nouvellement construit au début du XXe siècle. De nos jours, il est connu des Romains simplement sous le nom de pont de Fer et sert au transport routier et à la mobilité piétonne.
Ostiense fait partie des 15 premiers quartieri de Rome qui voient le jour en 1911 et sont officiellement établis en 1921. Il commence à s'étendre en 1907, après que le maire Ernesto Nathan ait encouragé la création d'une zone industrielle au début de la via Ostiensis ; puis, après l'approbation du Plan Régulateur d'urbanisme de 1909, sont construits un port fluvial, un gazomètre de premier plan, la Centrale Montemartini (une ancienne centrale électrique abritant aujourd'hui une partie de la collection de sculptures classiques des musées du Capitole) et le Mercati Generali, les marchés généraux inaugurés avec la montée du fascisme en 1921,.
Pendant le fascisme, la gare de Rome-Ostiense nouvellement construite (1938) est utilisée pour accueillir Hitler et les délégations nazies dans la capitale, décorée de manière mythologique, papale et fasciste impériale.
Après la Seconde Guerre mondiale, la zone est très liée au sentiment religieux paroissial de dévotion sociale à l'Église catholique.
Avec le déclin de l'Union des républiques socialistes soviétiques dans les années 1980, puis la fin de la Première République et l'avènement de Silvio Berlusconi, Ostiense traverse une phase de transition longue de deux décennies. À l'occasion de Coupe du monde de football 1990, l'aérogare est construite qui relie l'arrière de la gare d'Ostiense à la zone de Garbatella. Le quartier d'Ostiense se caractérise depuis le début du XXe siècle par une grande vitalité due à la présence de sites industriels, parmi lesquels celui des marchés généraux était le plus caractéristique jusqu'à sa fermeture. Depuis 1992, elle accueille l'université de Rome III.
Dans les années 90, les événements de la Muccassassina sont nés près de l'ancien gazomètre de la via Ostiensis. Ferzan Özpetek, qui vit toujours dans le quartier, a tourné une grande partie du film de 2001 Tableau de famille dans un immeuble de la via del Porto Fluviale 35.

### XXIesiècle
Avec le nouveau plan d'urbanisme de 2008, la zone d'Ostiense, telle que définie par les années 1970, évolue dans le cadre de la nouvelle ville métropolitaine de Rome Capitale. La gare abrite l'entreprise ferroviaire italienne Nuovo Trasporto Viaggiatori, plate-forme de correspondance principale de la ville et le siège de la chaîne de marchés alimentaires italienne Eataly, le plus grand magasin du monde.
La restauration d'anciens complexes industriels est effectuée dans le cadre de la réhabilitation du quartere, qui est destiné à devenir un grand pôle culturel : après la reconversion de la centrale électrique comme second siège des musées du Capitole, le Mattatoio (les anciens abattoirs) et le Teatro India, installé dans l'usine Mira Lanza pour permettre le développement des activités du Théatre de Rome, la restauration des Marchés Généraux et l'acquisition de l'aire des gazomètres, devraient permettre de mener complètement à son terme cette opération, en créant de nouvelles structures pour la Troisième université et en réalisant le projet « Ville de la Science et de la Technique ».
Le 30 mars 2008, un monument commémoratif pour les victimes de l'attaque du 12 novembre 2003 contre la base militaire de Nassiriya a été inauguré dans le parc Schuster. L'œuvre a été conçue par le sculpteur Giuseppe Spagnulo. Au début de la crise économique mondiale de 2008, les travaux du pont Settimia Spizzichino reliant la via Ostiensis à la via Cristoforo Colombo ont été achevés. Ouvrage d'infrastructure artistiquement raffiné, il  est nommé d'après Settimia Spizzichino qui a survécu à la déportation nazie-fasciste pendant la Seconde Guerre mondiale.
Parmi les nombreuses initiatives sociales, le quartier est également le siège de l'activité de la communauté chrétienne fondée par Giovanni Franzoni, ainsi que des communautés homosexuelles, comme Arcigay, le club de culture homosexuel Mario Mieli, Di'Gay Project.

## Géographie

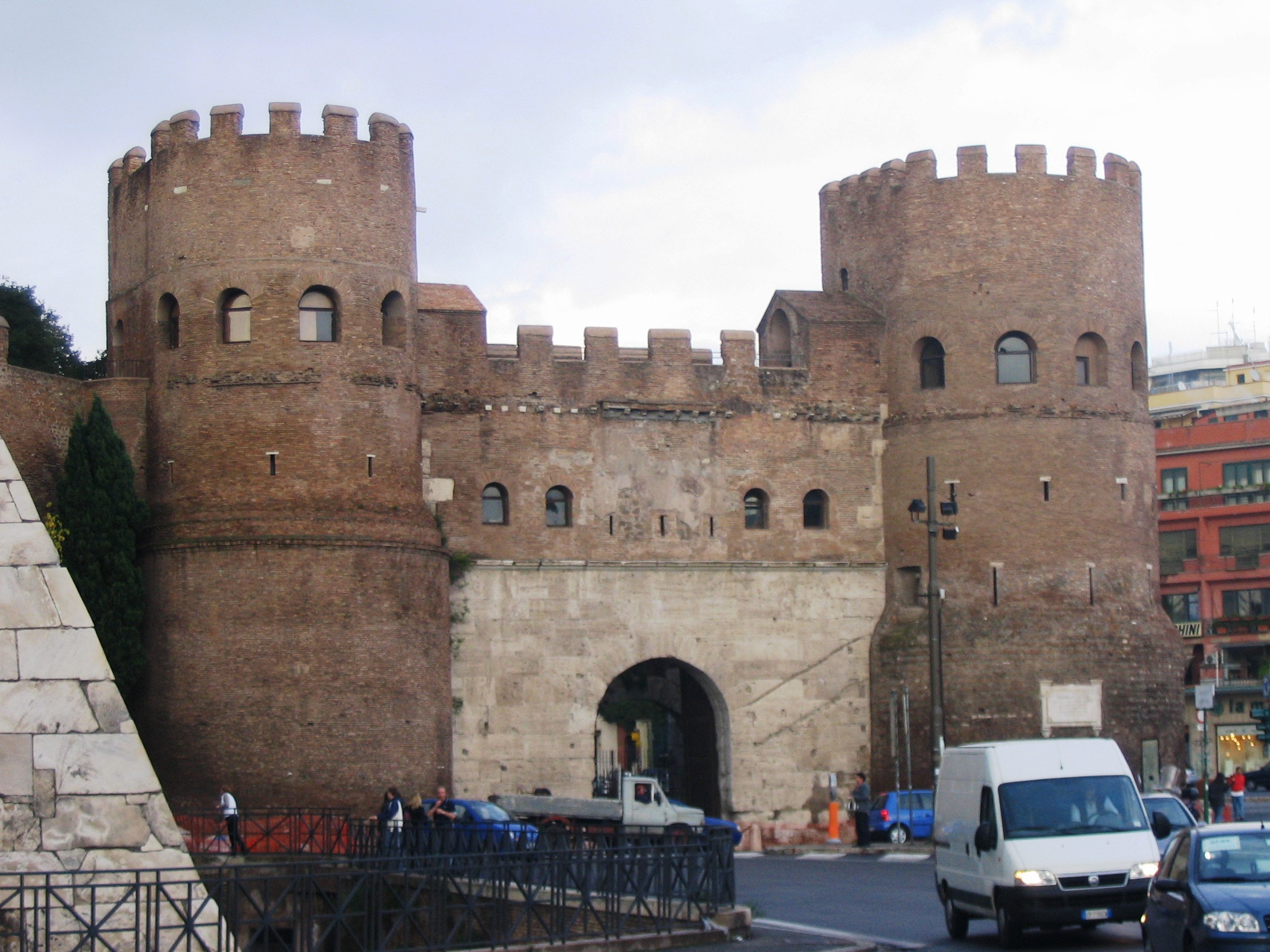
Porta San Paolo, aujourd'hui, l'emplacement du Musée Ostiense.

Le quartiere est positionné dans la zone métropolitaine sud de Rome, près de la rive gauche du Tibre. Il comprend la zone proche de la via Ostiensis depuis la Porta San Paolo jusqu'au Pont de la Magliana. Le quartier de Garbatella est intégré dans ses frontières officielles. Le territoire du quartier comprend la Subdivision administrative de Rome 11A Ostiense du Municipio VIII .
La zone de Garbatella accueille le plus grand nombre d'habitants du quartier, environ trois sur quatre.
Le quartiere borde, au nord, par le rione Testaccio (R. XX), dont il est séparé par le tronçon du mur d'Aurélien entre le Tibre et la Porta San Paolo, et par le rione San Saba (R. XXI), dont il est séparé par le tronçon du mur d'Aurélien entre la Porta San Paolo et la Porta Ardeatina. A l'est, le quartiere borde le quartiere Ardeatino (Q. XX), dont la limite est définie par une portion de la via Cristoforo Colombo, entre la via di Porta Ardeatina et la via Laurentina, et par un tronçon de la via Laurentina elle-même, entre la via Cristoforo Colombo et la via delle Tre Fontane. Au sud, Ostiense borde le quartiere Europa (Q. XXXII), dont est séparé par la via delle Tre Fontane et par le pont de la Magliana. À l'ouest, il borde le quartiere Portuense (Q. XI), la frontière étant marquée par le tronçon du Tibre entre le pont de la Magliana et le pont de l'Industrie.
Les principales routes et places d'Ostiense sont :
- Via Ostiensis, qui part de la Piazzale Ostiense et relie la ville à Ostie et à la mer ;
- Circonvallazione Ostiense, qui traverse la Ligne B du métro de Rome et relie la via Ostiensis à la Via Cristoforo Colombo ;
- Viale Leonardo da Vinci, une longue artère parallèle à la via Ostiensis ;
- Viale Guglielmo Marconi, qui relie l' arrondissement au quartiere Portuense voisin ;
- Largo delle Sette Chiese, avec un monument à la Resistenza au milieu;
- Piazza Damiano Sauli, le centre du quartier de Garbatella ;
- Piazzale di San Paolo, flanquant la basilique du même nom et le vaste parc dédié à Ildefonso Schuster.

Les places et les routes du quartiere portent principalement le nom d'explorateurs et de missionnaires. Les toponymes locaux peuvent être classés comme suit :
- Abbayes, par ex. Farfa, Fossanova, Gibilmanna, Nonantola, Oropa, Trisulti ;
- Explorateurs et marins, par ex. Giovanni Battista Belzoni, Vito Bering, Vittorio Bottego, Alvise Cadamosto, Federico Nansen, Antonio Pigafetta, Antoniotto Usodimare, Giovanni da Verrazzano ;
- missionnaires, par ex. Geremia Bonomelli, Daniele Comboni, Giustino de Jacobis, Guglielmo Massaia, Ricoldo da Montecroce, Odorico da Pordenone ;
- Ingénieurs navals et entrepreneurs, par ex. Giovanni Ansaldo, Benedetto Brin, Alessandro Cialdi, Enrico Cravero, Vittorio Cuniberti, Giacinto Pullino, Giancarlo Vallauri ;
- Femmes notables, par ex. Alessandra Macinghi Strozzi, Rosa Raimondi Garibaldi, Caterina Sforza, Anna Maria Taigi ;
- Lieux liés à Paul de Tarse, par ex. Corinto, Damasco, Efeso, Filippi, Tarso, Tessalonique ;
- Dramaturges, par ex. Luigi Antonelli, Silvio D'Amico, Ernesto Murolo, Ruzzante, Alessandro Varaldo ;
- Empereurs romains, par ex. Alessandro Severo, Antonino Pio, Costantino, Galba, Giustiniano, Teodosio, Tiberio, Tito, Valentiniano ;
- Scientifiques, par ex. Ugo Amaldi, Temistocle Calzecchi Onesti, Filippo Eredia, Tullio Levi Civita, Macedonio Melloni, Umberto Nistri, Nicola Parravano, Salvatore Pincherle, Albert Sabin, Giuseppe Veratti, Vito Volterra.

## Monuments et lieux d'intérêt

### Architecture civile
- Bâtiment d'entrée des Entrepôts du Consortium Agricole, via del Porto Fluviale. Bâtiment du XXe siècle (1925). 41°52′20″N 12°28′28″E / 41.872186°N 12.474420°E
- Quartier INA Casa et IACP, entre via Valco di San Paolo, via Corinto, via Efeso et via Filomene. Bâtiments du XXe siècle (1949-50)[9]. 41°51′11″N 12°28′28″E / 41.853076°N 12.474327°E
- Ensemble de logements sociaux INA-Casa et IACP avec quatre tours étoiles. Projets des architectes Mario De Renzi, Saverio Muratori, Eugenio Montuori, Mario Paniconi, Giulio Pediconi et Fernando Puccioni.
- Marchés généraux d'Ostiense, 1908-1916, concepteurs : arch. ing. Francesco La Grassa ; ing. Emilio Saffi.

### Architecture religieuse
- Basilique Saint-Paul-hors-les-Murs, sur via Ostiensis. Basilique patriarcale.
- Église San Benedetto, via del Gazometro.
- Église San Francesco Saverio alla Garbatella, sur la place Damiano Sauli.
- Chapelle Corpus Christi, via Pomponia Grecina. Lieu de culte subsidiaire de la paroisse San Francesco Saverio alla Garbatella.
- Chapelle du Corpus Domini, via delle Sette Chiese. Lieu de culte subsidiaire de la paroisse San Francesco Saverio alla Garbatella.
- Chapelle de la Sainte Famille, via David Salinieri. Lieu de culte subsidiaire de la paroisse San Francesco Saverio alla Garbatella.
- Église Santa Galla, sur le périphérique d'Ostiense.
- Église San Filippo Neri in Eurosia, via delle Sette Chiese.
- Église Santi Isidoro e Eurosia, via delle Sette Chiese. Lieu de culte subsidiaire de la paroisse San Filippo Neri en Eurosie.
- Église Santa Marcella, sur la place Nicoloso da Recco.
- Chapelle de San Cosimato, via Ambrogio Contarini. Église du monastère du même nom, dépendant de la paroisse Santa Marcella.
- Église San Leonardo Murialdo, via Salvatore Pincherle.
- Basilique Santa Maria Regina degli Apostoli alla Montagnola, via Antonino Pio. Basilique mineure et sanctuaire.
- Collège du Verbe Divin, via dei Verbiti. Bâtiment scolaire du XXe siècle de la Société du Verbe Divin (1928), conçu par l'architecte Ettore Rossi.

### Architecture militaire
- Forte Ostiense, au quatrième km de la via Ostiensis. Fort du XIXe siècle (1882-84).

### Architecture scolaire
- Institut Piazza Damiano Sauli - Plexus « Cesare Battisti », sur la Piazza Damiano Sauli. Bâtiment XXe siècle (1931). Projet de l'architecte Angelo Brunetta[10] et initialement nommé d'après le hiérarque fasciste Michele Bianchi par la volonté de Benito Mussolini[11].
- École primaire Principe di Piemonte presso la Roccia di San Paolo.

### Archéologie industrielle
- Gazomètre de Rome, via del Commercio. Gazomètre du  XXe siècle (1936)[12].

### Sites archéologiques
- Catacombes de Commodilla
- Nécropole de San Paolo, via Ostiense, parc Ildefonso Schuster. Nécropole du Ier siècle av. J.-C.[13]41°51′36″N 12°28′41″E / 41.860040°N 12.478129°E
- Catacombe de Santa Tecla

### Musées
- Centrale Montemartini, via Ostiensis.

## Sports

### Football
A.S.D. W3 Roma Team (couleurs sociales Noir Blanc) évolue, dans le championnat 2019-2020, dans le championnat de promotion masculin.

### Football à 5
- A.S.D .History Roma 3Z 1983, en 2019-2020, joue dans le championnat masculin de Serie B[14].
- PGS Club San Paolo, en 2019-2020, évolue dans le championnat masculin de Serie B[14].

### Basketball
- San Paolo Ostiense, dans le championnat 2019-2020, joue dans le championnat masculin de Serie C Gold[15].
- Basket Marconi Roma, en 2019-2020, joue dans le championnat masculin de Serie  [15].

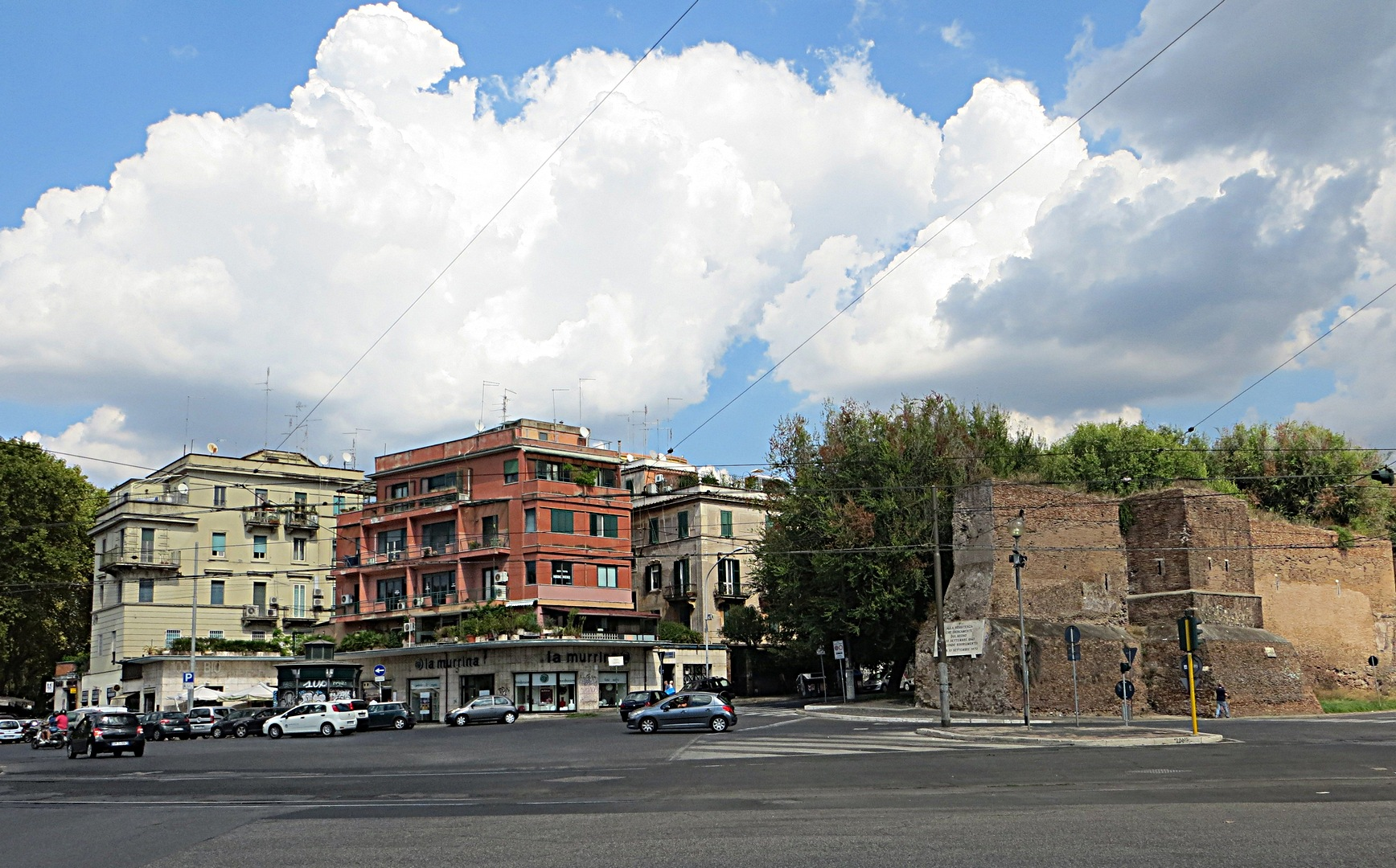
Piazzale Ostiense
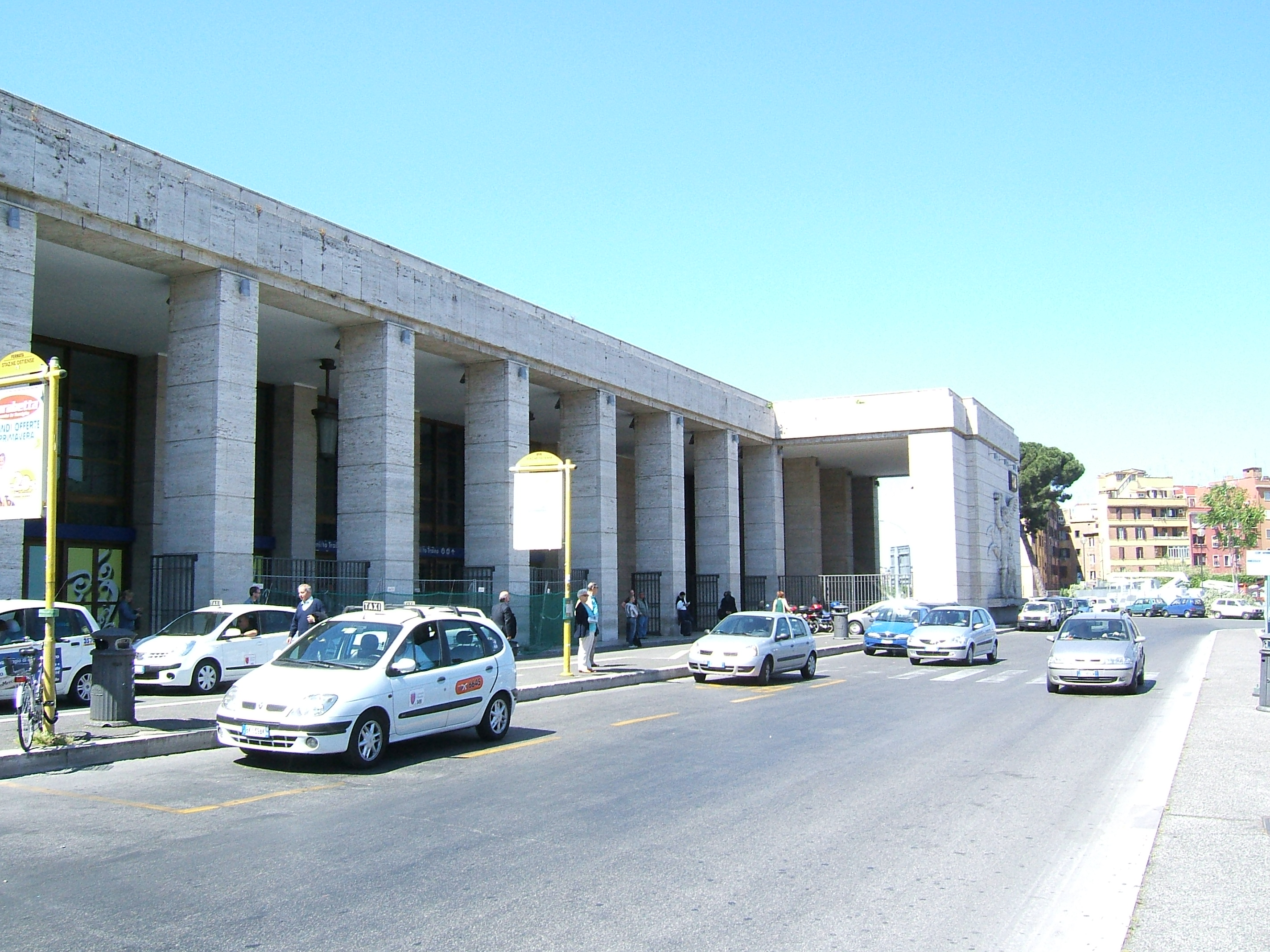
Gare Ostiense
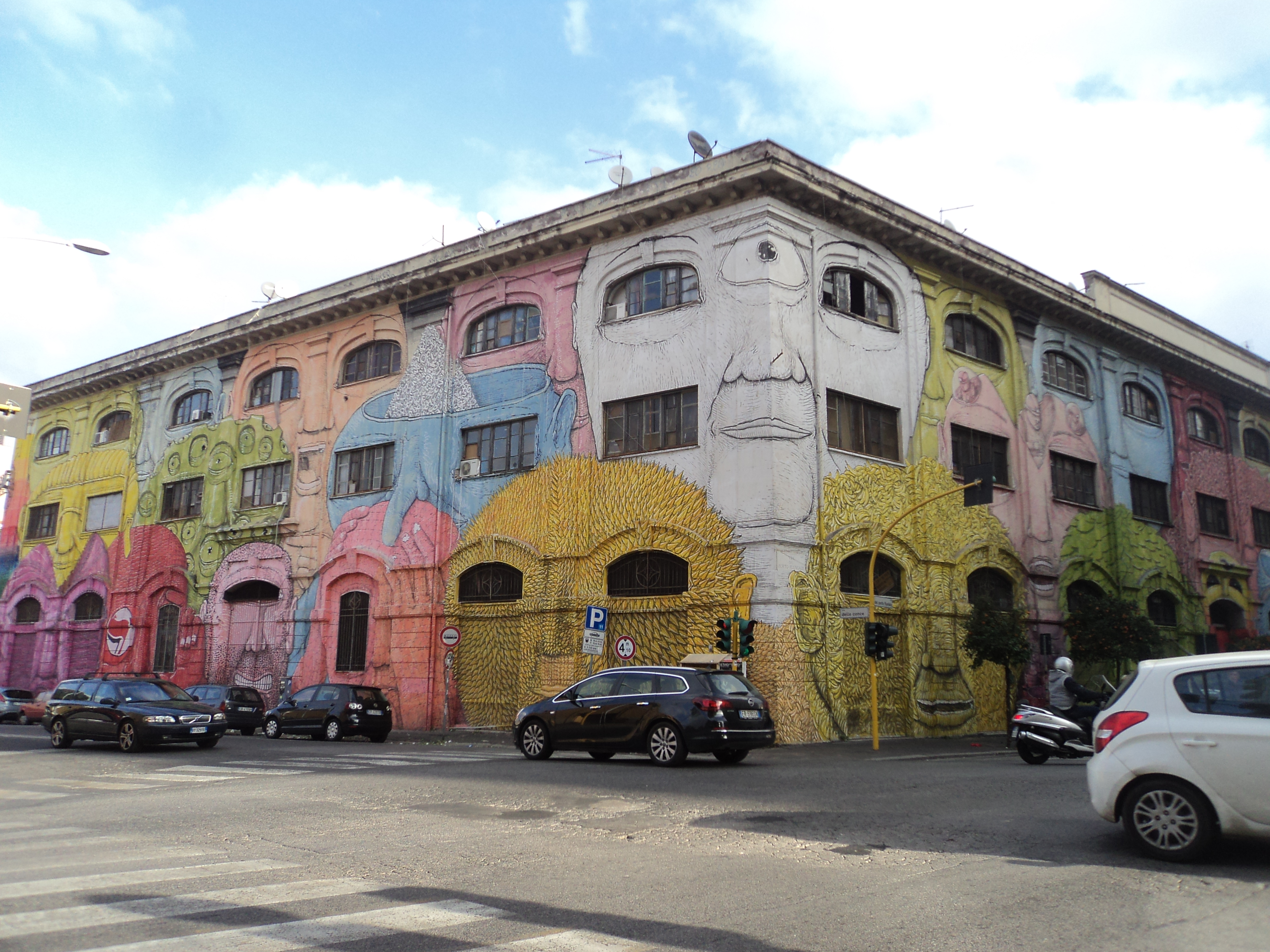
Graffiti
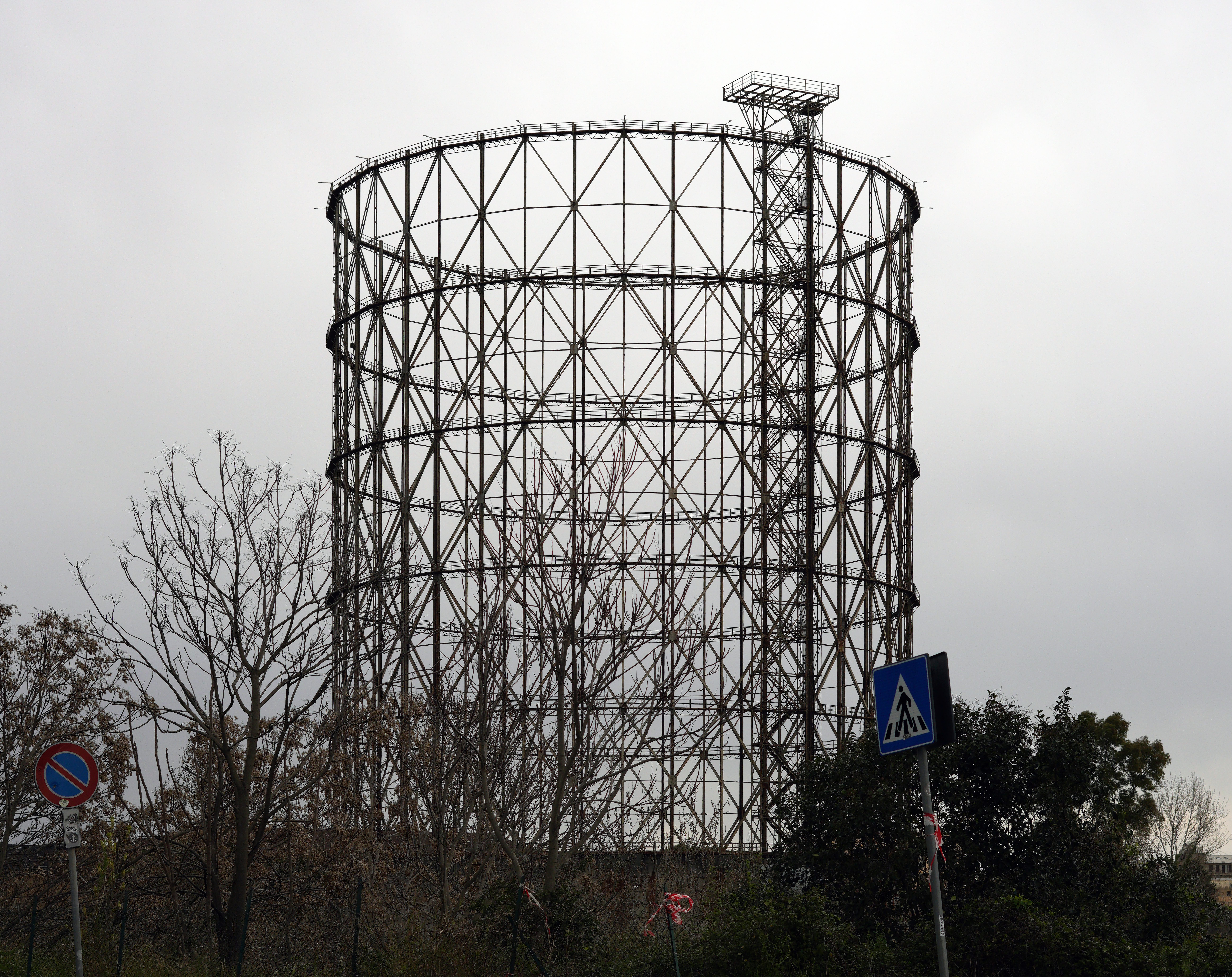
Gazomètre
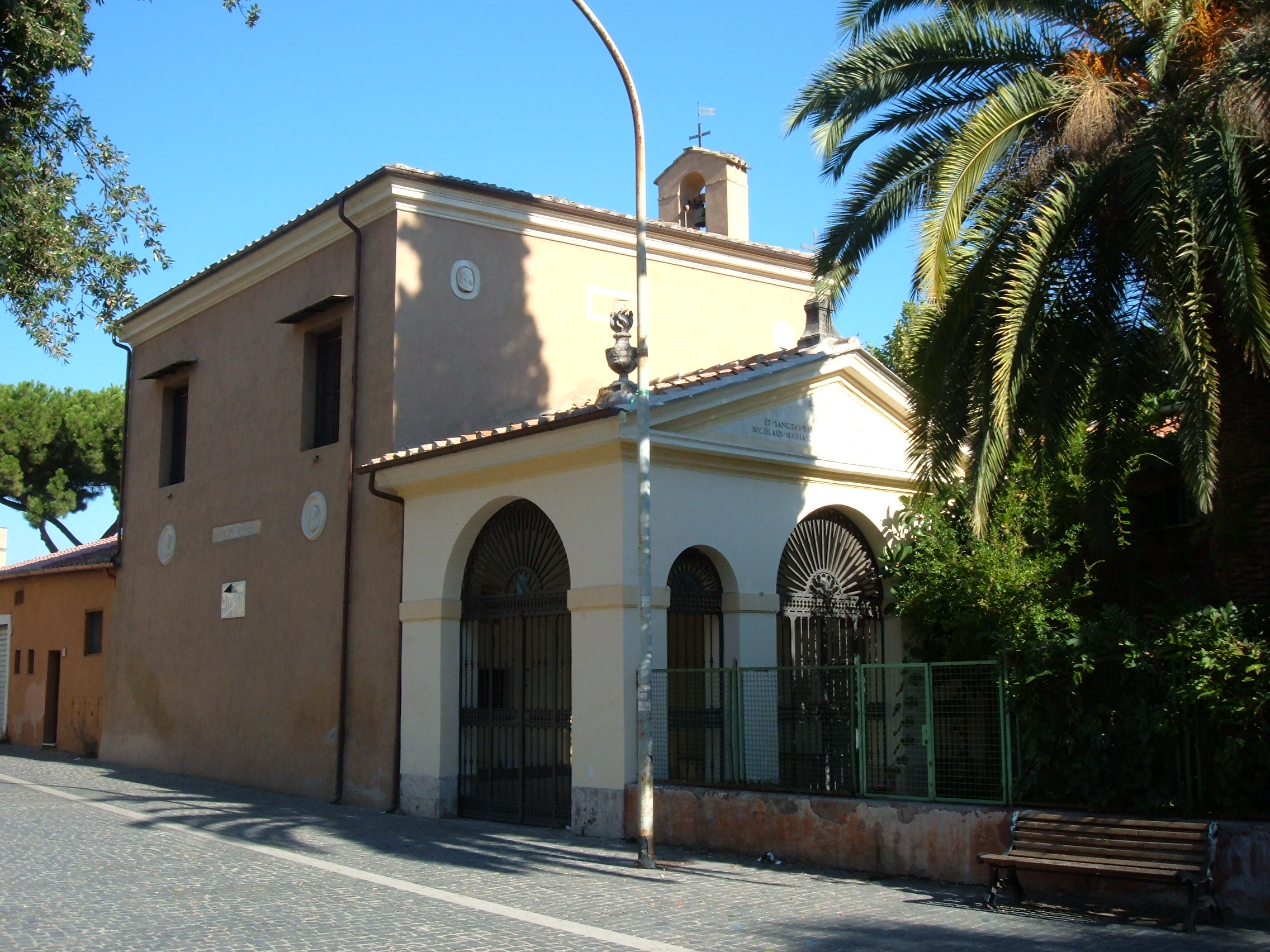
Église Santi Isidoro e Eurosia
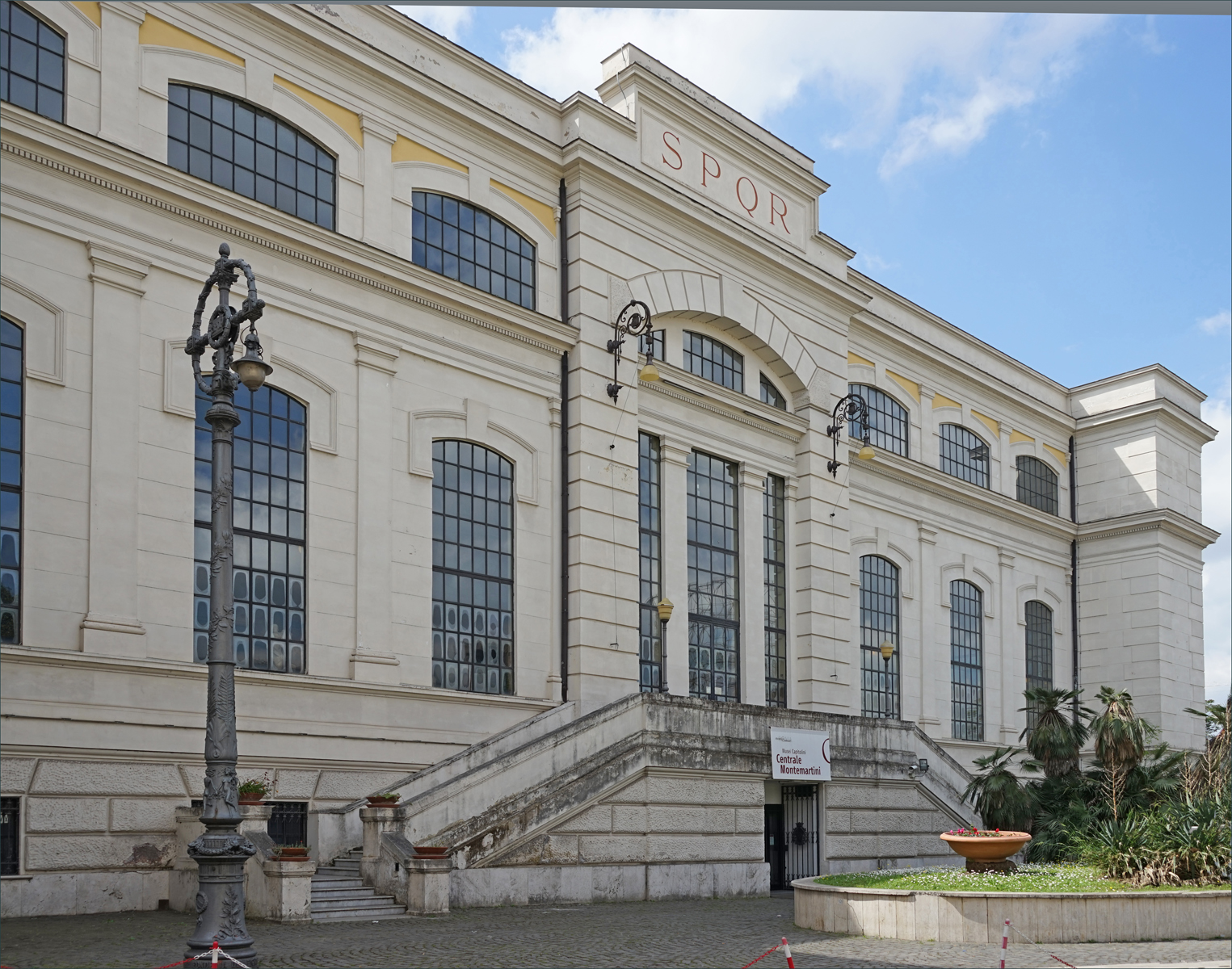
Centrale Montemartini